# Paul Joseph Bradley

Bischofswappen von Paul Joseph Bradley

Paul Joseph Bradley (* 18. Oktober 1945 in McKeesport) ist ein US-amerikanischer Geistlicher und emeritierter römisch-katholischer Bischof von Kalamazoo.

## Leben
Der Bischof von Pittsburgh, Vincent Martin Leonard, spendete ihm am 1. Mai 1971 die Priesterweihe.
Papst Johannes Paul II. ernannte ihn am 16. Dezember 2004 zum Weihbischof in Pittsburgh und zum Titularbischof von Afufenia. Der Bischof von Pittsburgh, Donald William Wuerl,  spendete ihm am 2. Februar des nächsten Jahres die Bischofsweihe; Mitkonsekratoren waren Daniel Nicholas DiNardo, Koadjutorerzbischof von Galveston-Houston, und David Zubik, Bischof von Green Bay. Als Wahlspruch wählte er Waiting in Joyful Hope.
Am 6. April 2009 ernannte ihn Papst Benedikt XVI. zum Bischof von Kalamazoo. Die Amtseinführung fand am 5. Juni desselben Jahres statt.
Papst Franziskus nahm am 23. Mai 2023 seinen altersbedingten Rücktritt an.
Seit dem 28. September 2023 verwaltet er das vakante Bistum Steubenville als Apostolischer Administrator.